# Curtiss JN-4 Jenny
Curtiss JN-4 "Jenny" je bilo dvokrilno letalo ameriškega podjetja Curtiss. Letalo je bilo zasnovano kot vojaško šolsko letalo za letalstvo Ameriške kopenske vojske v času prve svetovne vojne. Na tem letalu naj bi se naučilo leteti okrog 95 %  tedanjih ameriških pilotov. Kasneje, po 1. svetovni vojni, so veliko število odvečnih letal prodali privatnim lastnikom po zelo nizkih cenah. JN-4 je tako postal eno najbolj popularnih letal v 1920. letih. Znano je bilo predvsem po tem, da so ga na veliko uporabljali tedanji leteči potepuhi, ki so z njimi potovali okoli in izvajali razne letalske predstave, akrobacije in nudili prevoze ljudem, ki so kazali veliko zanimanje v tedaj razvijajočem se in tudi zelo popularnem letalstvu. Ravno po zaslugi letečih potepuhov je bilo to letalo zelo popularno in v njem je tedaj marsikateri Američan imel priložnost prvič poleteti. Izdelali so jih preko 6.800 in do dandanes jih je preživelo okoli 50 v muzejih ali pri zasebnih lastnikih. 

## Specifikacije
Podatki iz The Encyclopedia of World Aircraft
Splošne karakteristike
- Posadka: 2
- Dolžina: 27 ft 4 in (8,33 m)
- Razpon kril: 43 ft 7¾ in (13,3 m)
- Višina: 9 ft 10½ in (3,01 m)
- Površina kril: 352 ft2 (32,7 m2)
- Teža praznega letala: 1 390 lb (630 kg)
- Maks. vzletna teža: 1 920 lb (871 kg)
- Pogon letala: 1 ×  V8 batni motor Curtiss OX-5, 90 KM (67 kW)

 Zmogljivost 
- Maks. hitrost: 75 mph (65 vozlov, 121 km/h)
- Potovalna hitrost: 60 mph (52 vozlov, 97 km/h)
- Trajanje leta: 2h
- Višina leta: 6 500 ft (2 000 m)